# Louche
Pour les articles homonymes, voir louche (homonymie).
La louche est un instrument de cuisine composé d'un manche relativement long et d'un cuilleron (tête hémisphérique plus ou moins grande mais assez profonde), formant une grande cuillère à long manche.
Son utilité première est de permettre de prélever une certaine quantité de nourriture, d'ingrédients ou de condiments dans un récipient profond (d'où le manche), à l'origine la marmite de soupe.

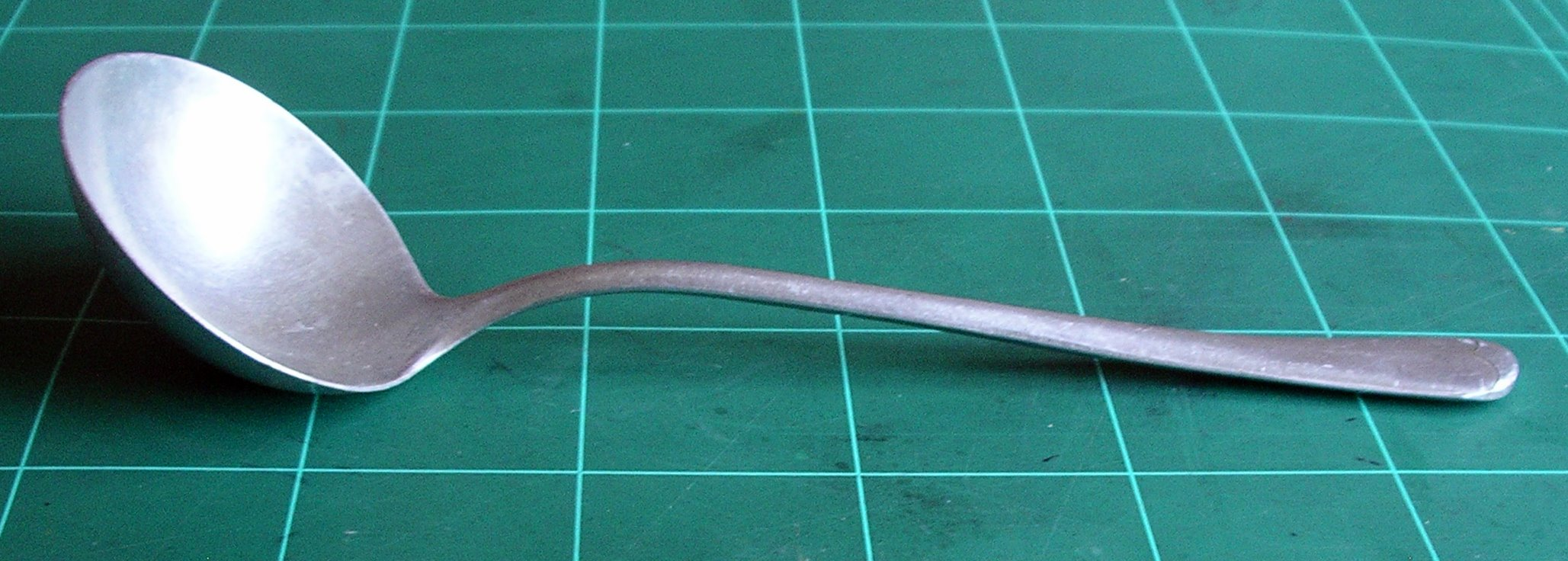
Louche en aluminium, d'environ 5 centimètres de diamètre.

## Étymologie
Le mot louche est apparu au XIIIe siècle, dérivé de louce, mot des langues franciques, mais on a continué encore longtemps à l'appeler « cuillère à pot » qui désignait une grosse louche.

## Histoire
Les louches métalliques européennes les plus anciennes connues sont celles fabriquées par les bronziers gaulois, dès la période du Hallstatt ou du premier âge du fer suivant les modèles. Leur forme, une petite coupe sertie au bout d'un long manche est restée identique durant deux millénaires.

## Les différentes louches
Il en existait de plusieurs types, la louche commune, la plus courante, louche dégraisseuse munie d'une tubulure latérale pour se remplir en laissant la couche supérieure, la louche à bec verseur latéral.
Le manche peut avoir une extrémité élargie en spatule gravée d'armoiries, le fût ciselé (moulures de type canaux, filets). Le cuilleron peut être à bord simple ou ourlé.
En ce qui concerne sa capacité, elle est généralement située entre la cuillère et le bol, et bien qu'il n'y ait pas de mesure précise, la louche traditionnelle contient un quart de litre mais les louches actuelles sont souvent beaucoup plus petites.
D'abord en fer battu étamé, en étain, ou en argent, puis en fer émaillé, en aluminium, en inox, même en verre pour servir les desserts, en plastique.
On peut également s'en servir dans d'autres domaines que la cuisine, dans le même but de prélèvement. Elle permet de manipuler des ingrédients divers tout en les gardant dans leur bain d'origine.
Souvent associée à l'idée de ripaille, de nourriture en abondance, la louche est un élément de la batterie de cuisine.
Une cassotte — appelée aussi couade ou coussotte — est une sorte de louche avec un manche tubulaire, permettant de se servir de l'eau à partir d'un seau. La cassotte pourrait être considérée comme un ancêtre du robinet.

## Dans la culture
Dans le film Le Dîner de cons, « sortir l'historique de la louche à travers les âges » est vu comme une activité inutile et pouvant être assimilée à une perte de temps.
L'expression « à la louche » signifie environ, approximativement.

## Moulé à la louche
Appellation de certains fromages, du type du camembert, pour signifier que le caillé a été moulé à la louche, qui peut être alors un accessoire d'une machine industrielle qui en possède de multiples.